# Az Időmanó kalandjai
Az Időmanó kalandjai Bíró Eszter színész, énekes koncepciójából,és 2019-ben a Móra kiadónál megjelent, Időradír című könyvéből, illetve a Várkert Bazárban 2019-2020-as évadban bemutatott Az Időmanó ünnepei c. mesekoncert sorozat továbbfejlesztett, gyerekeknek szóló, zenés, interaktív, animációkkal teli televíziós sorozata. A sorozat első évada 9 epizóddal 2020 decemberétől az AMC két televíziós csatornáján, először a JimJam-en, majd a Minimaxon is látható.

## Cselekmény
Az Időmanó Időbirodalomban egy rejtett zugában él, ő felel a világóra pontos és biztos működéséért. Az epizódokban a saját otthonából jelentkezik, onnan játszik, mesél, és persze énekel a gyerekeknek. Szó esik a napokról, az évszakok váltakozásáról, a Mikulásról, az óvodától való elbúcsúzásról, a születésnapról és még sok minden másról. 

## Az alkotók
- Dalszövegírók: Marék Veronika, Hegyi György
- Jelmez: Csaba Krisztina
- Illusztrációk / animátor / vágó: Horváth Réka / Seres Flóra
- Animátorok (Napsoroló és ABC-dal) Bakos Barbara illusztrációi alapján: Bakos Barbara és Bukta Zsolt